# Coteau des Prairies
 (avril 2014).
Si vous disposez d'ouvrages ou d'articles de référence ou si vous connaissez des sites web de qualité traitant du thème abordé ici, merci de compléter l'article en donnant les références utiles à sa vérifiabilité et en les liant à la section « Notes et références ».
Le coteau des Prairies est un vaste plateau mesurant (320 km sur 160 km). Ce coteau s'étend des plaines des Prairies à l'est du Dakota du Sud, au sud-ouest du Minnesota, à l'Iowa et au nord-ouest des États-Unis.

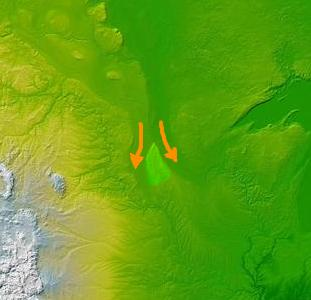
Le coteau des Prairies avec le glissement des glaciers de part et d'autre de ce plateau. (Flèches orange)

## Histoire
Le coteau des Prairies, en forme de plateau, fut dénommé ainsi par les premiers explorateurs français et canadiens-français à l'époque de la Nouvelle-France.

## Situation
Ce plateau, l'une des composantes paysagères intactes de la Prairie nord-américaine, est composé d'épais dépôts glaciaires, vestiges des nombreuses périodes glaciaires, atteignant une épaisseur d'environ 275 m. On y trouve une petite crête de schiste résistant de l'époque du Crétacé. Lors de la dernière glaciation (Pléistocène), les deux lobes du glacier semblent s'être écoulés autour de ce plateau, formant les plaines latérales du Coteau des Prairies.
Le plateau est recouvert par de nombreux petits lacs glaciaires. Il est drainé par la rivière Big Sioux dans le Dakota du Sud et de la rivière Cottonwood dans le Minnesota. Des gisements de catlinite sur le plateau sont extraits des carrières depuis des temps lointains par les Amérindiens, car ils utilisent cette pierre minérale, brun-rouge, pour leurs calumets. Les carrières sont situées dans le Pipestone National Monument dans la région sud-ouest du Minnesota et du Dakota du Sud.
De nombreux parcs éoliens ont été construits dans la région pour profiter des vitesses moyennes élevées du vent,.

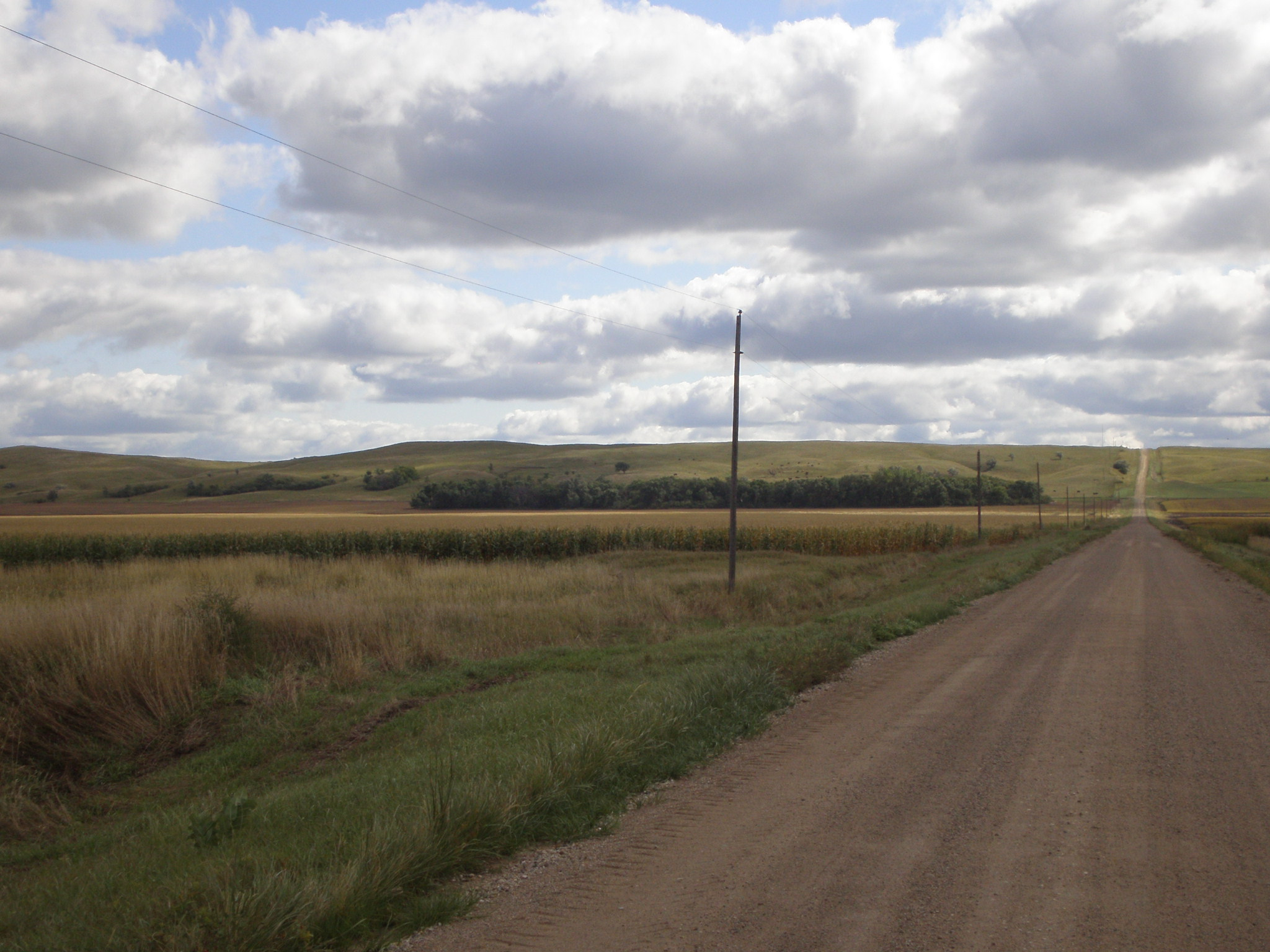
Pointe nord du Coteau des Prairies, vue depuis la 139e avenue SE près de Havana (Dakota du Nord).
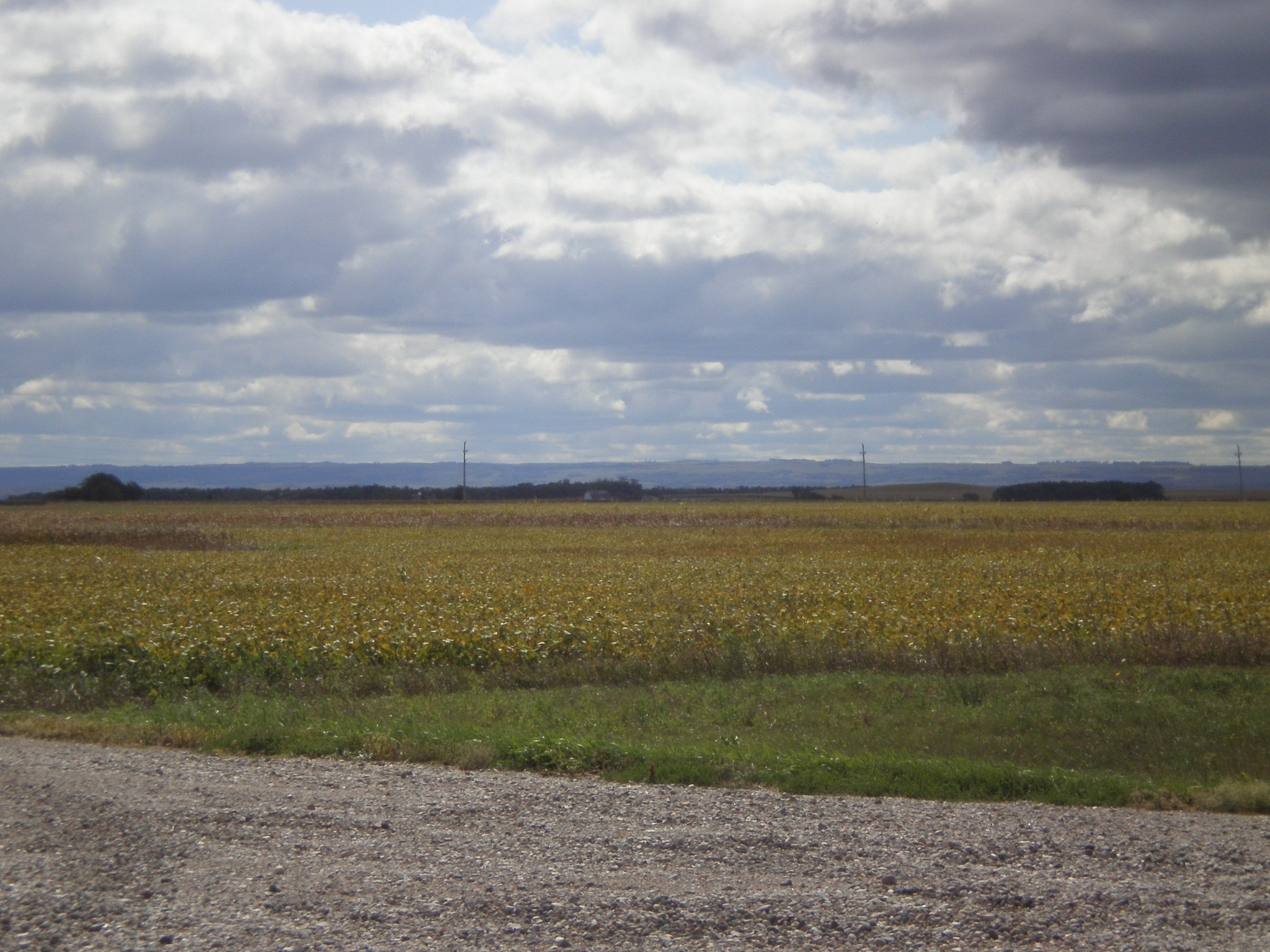
Coteau des Prairies vu du nord-est, près de Lidgerwood, Dakota du Nord.
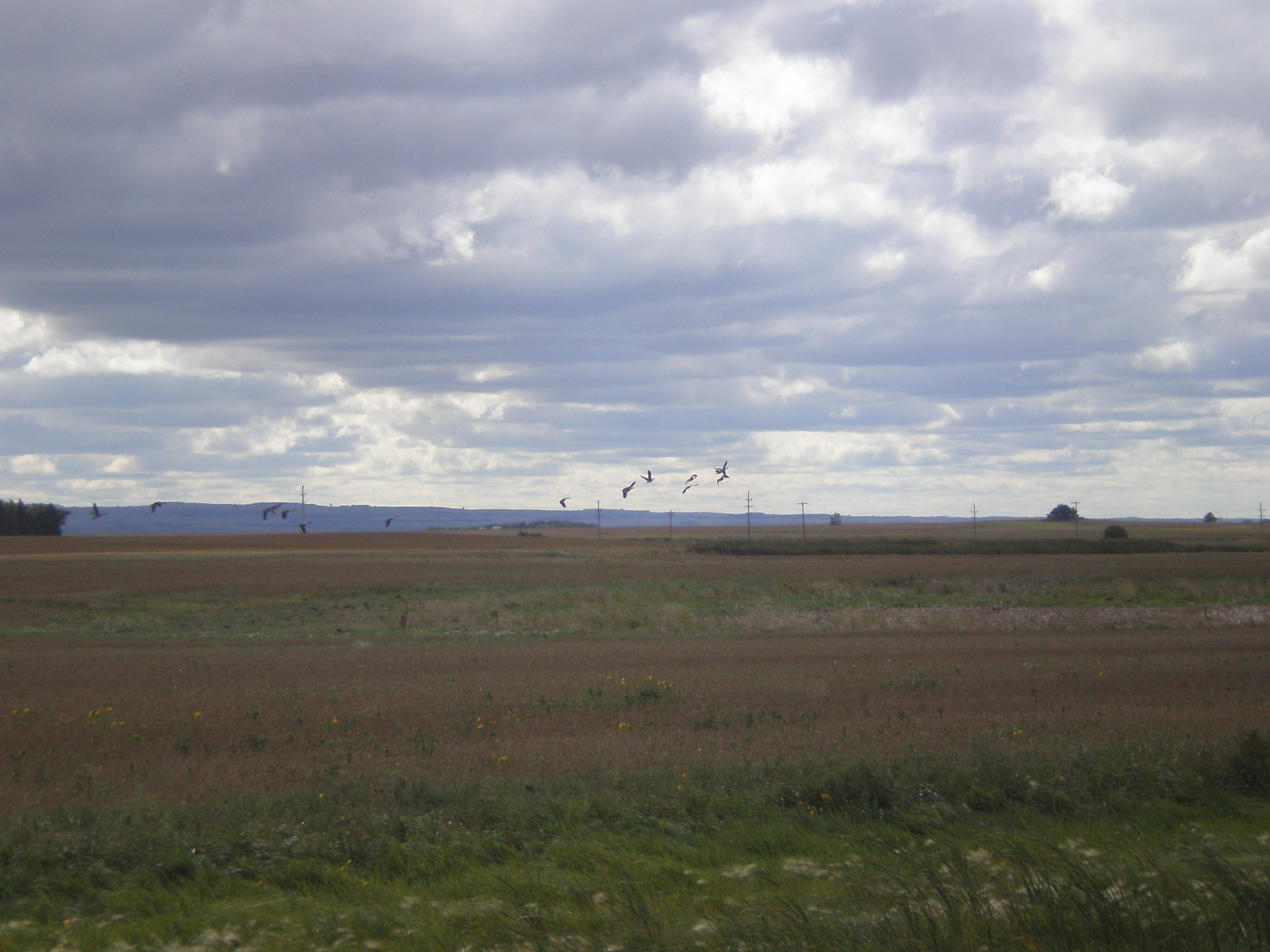
Nord du Coteau des Prairies, vue du nord-est près de Lidgerwood, Dakota du Nord.